# Meconella denticulata
Meconella denticulata là một loài thực vật có hoa trong họ Anh túc. Loài này được Greene mô tả khoa học đầu tiên năm 1886.